# Thapelo Ketlogetswe
Thapelo Ketlogetswe (né le 12 février 1991 à Ramotswa) est un athlète botswanais, spécialiste du 400 m.
Il détient un record de 46 s 17 obtenu à Orapa le 6 août 2008. Il a remporté la médaille de bronze lors du relais 4 × 100 m aux Jeux africains de Maputo en battant le record national en 39 s 09.
Il a participé aux Championnats du monde juniors de Bydgoszcz en 2008 sur 200 m et à ceux de Moncton en 2010 sur 400 m (demi-finaliste).
Médaille de bronze lors des Championnats d'Afrique juniors d'athlétisme 2009 et médaille d'argent sur 4 × 400 m lors des Championnats d'Afrique d'athlétisme 2010.